# Серово (Матюшкинская волость)
Серово — деревня в Опочецком районе Псковской области. Входит в состав Матюшкинской волости
Расположена на берегу реки Великая, в 10 км к северу от города Опочка и в 10 км к юго-востоку от волостного центра, деревни Матюшкино. Восточнее находятся деревни Барабаны и Белки.
Численность населения составляет 44 жителя (2000 год).